# Gaston Palewski
Gaston Palewski, né le 20 mars 1901 à Paris 9e (Île-de-France) et mort le 3 septembre 1984 au château du Marais au Val-Saint-Germain (Essonne), est un diplomate et homme politique français, issu d'une famille d'origine polonaise.
Après avoir été député de 1951 à 1955, il est nommé ambassadeur de France en Italie. Il est ministre d'État de 1962 à 1965 et président du Conseil constitutionnel entre 1965 et 1974.

## Biographie

### Jeunesse et études
Gaston Palewski est le fils de Maurice Palewski, ingénieur de l’École centrale Paris, et de Rose Diamant-Berger (1869-1954). Il est le frère du député Jean-Paul Palewski.
Il fait ses études au lycée Michelet à Vanves, puis au lycée Henri-IV à Paris. Une fois son baccalauréat obtenu, il s'inscrit à l'université de Paris, où il obtient une licence de lettres, spécialité anglais, en 1921. Il est admis à l'École libre des sciences politiques cette même année, et y étudie jusqu'en 1923, au sein de la section Finances privées. Il est ensuite admis à l'École du Louvre et à l'université d'Oxford en tant que research student.

### Parcours professionnel

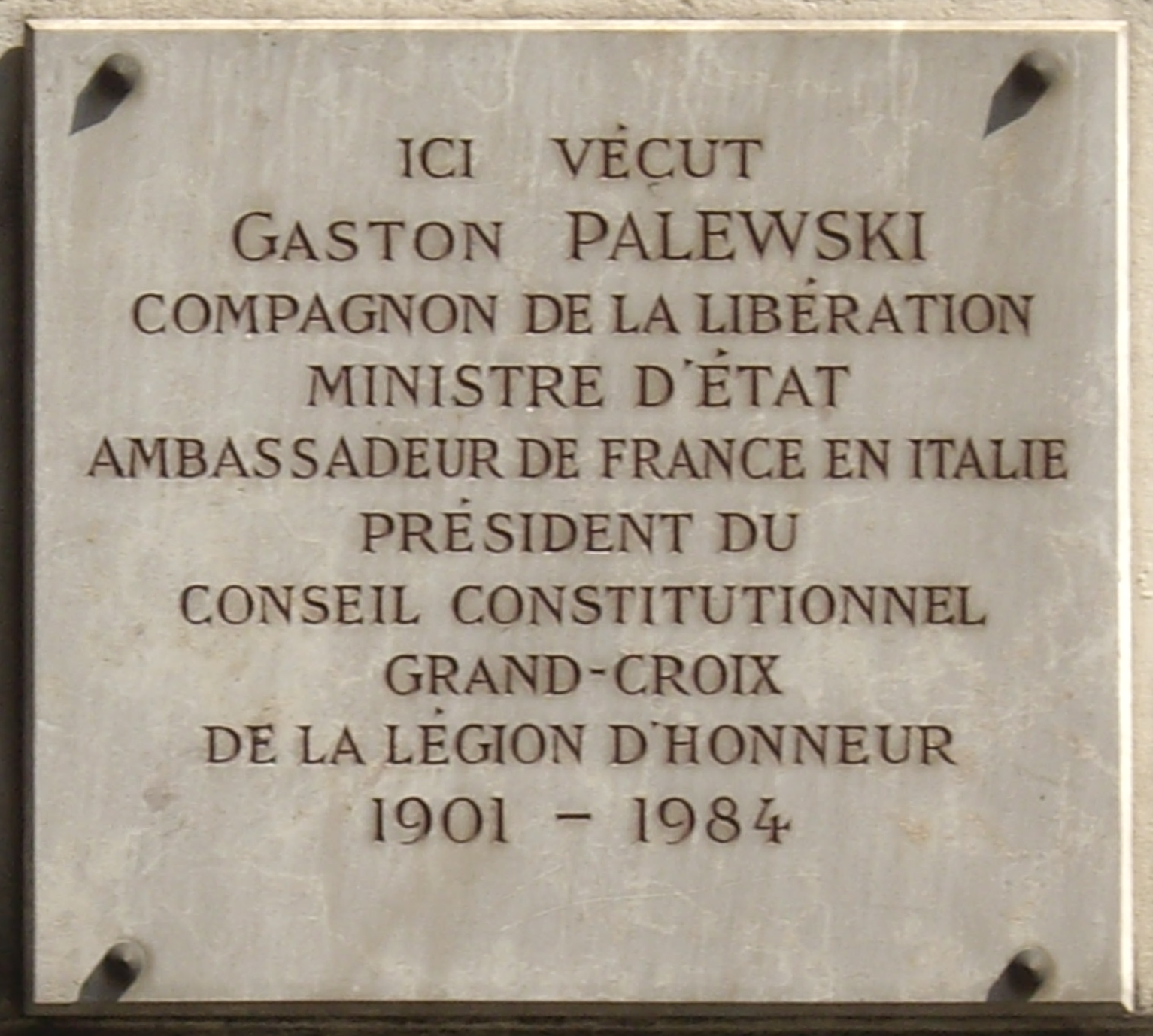
Plaque apposée sur le domicile parisien de Gaston Palewski, au no 1 de la rue Bonaparte.

Attaché politique au cabinet du maréchal Lyautey à Rabat (1924-1925). En 1928, il rencontre son « second grand homme » après Lyautey, Paul Reynaud, alors ministre des Finances, dont il devient de 1930 à 1931, le chef de cabinet après avoir été au Bulletin économique et financier et expert à plusieurs reprises à la Société des Nations, déjà aux côtés de Reynaud.
De 1931 à 1933, il est chargé de mission, toujours auprès de Reynaud alors ministre des Colonies, qui, en 1934, lui présente le futur général de Gaulle, « le troisième grand homme » de sa vie, qu'il ne quitte plus à partir de 1940. Il soutient l'idée nouvelle de celui-ci de créer les corps autonomes de blindés dans l'armée ; il travaille alors près de Reynaud au ministère de la Justice, puis au ministère des Finances dont il dirige le cabinet de 1938 à 1939. Il fut attaché à la délégation française à la Conférence du désarmement à Genève.

### Seconde Guerre mondiale
À la veille de la défaite française de 1940, il quitte le cabinet de Reynaud et se fait affecter dans l'Armée de l'air comme volontaire à la 34e escadre de bombardement de nuit (il est cité à l'ordre de l'Armée de l'air[réf. souhaitée], la nuit de Sedan[pas clair]) au Maroc. Il effectue de nombreux vols militaires et rejoint Charles de Gaulle à Londres dès 1940.
Il s'engage en août 1940 dans les Forces françaises libres avant d'être nommé par de Gaulle, premier Directeur des affaires politiques de la France libre à Londres chargé des territoires non libérés, préparant et mettant en œuvre le retour à une administration purement française dans les territoires qui se libèrent peu à peu.
Entre 1941 et 1942, il participe à la campagne d’Éthiopie. De septembre 1942 à janvier 1946, de Gaulle, président du Comité français de libération nationale, lui confie la direction de son cabinet à Londres puis à Alger lorsque le général devient président du Gouvernement provisoire de la République française et enfin à Paris.

### Carrière politique
Après la guerre, il refuse tout poste pour rester auprès du général de Gaulle ; il participe avec lui, en 1947, à la création du mouvement Rassemblement du Peuple Français, le RPF, dont il devient membre du Conseil de direction. Il y est proche du gaulliste Christian Fouchet dont la sœur aînée Anne-Marie Fouchet a épousé son frère Jean-Paul Palewski.
En juin 1951, il est élu député de la Seine (6e circonscription) en tête de la liste du RPF. Vice-président du groupe parlementaire RPF, il fait partie des commissions des Affaires étrangères et du Suffrage universel. Le 6 novembre 1952, il est élu vice-président de l'Assemblée nationale; réélu en 1953, 1954 et 1955, il conduit la délégation parlementaire française en Turquie et prononce un discours devant le Parlement turc à Ankara.
Le 22 février 1955, Palewski accepte d'entrer dans le gouvernement d'Edgar Faure, chargé des affaires atomiques, des affaires sahariennes et de la coordination de la Défense, à partir du 23 février 1955.
Il est promoteur du second plan atomique, mais il démissionne avec tous les ministres gaullistes le 6 octobre 1955 pour protester contre la politique marocaine qui mène à l'indépendance. Le 2 janvier 1956, à nouveau candidat aux élections législatives dans la Seine, il est battu. En août 1957, c'est à la demande du général de Gaulle, qu'il est nommé ambassadeur extraordinaire et plénipotentiaire à Rome.
Le 15 mai 1961, ministre plénipotentiaire, il est promu le 1er mars 1962 à la hors classe, il en profite pour restaurer le palais Farnèse, s'intéressant par ailleurs à la restauration de Venise et de Florence. Du 14 avril 1962 au 22 février 1965, il est à nouveau au gouvernement, ministre d’État chargé de la Recherche scientifique et des Questions atomiques et spatiales dans le gouvernement de Georges Pompidou.
Il est le premier à occuper ce poste. C'est à ce titre qu'il assiste le 1er mai 1962, à l'accident nucléaire de Béryl à In Ekker dans le sud de l'Algérie. L'explosion liée à cet essai nucléaire raté contamine alors une bonne partie des personnes présentes. Gaston Palewski, atteint d'une leucémie qui finit par l'emporter, prétend toujours que cette irradiation fut la cause directe de sa maladie.
Il développe la coopération internationale. Il négocie alors avec l'URSS l'acceptation du procédé français de télévision SECAM et, avec l'Espagne, la construction d'une centrale nucléaire. Il organise la collaboration entre l'industrie et la recherche et crée la base spatiale de Kourou en Guyane. Du 23 février 1965 au 22 février 1974, il succède à Léon Noël comme président du Conseil constitutionnel, nommé pour neuf ans par le Président de la République, le général de Gaulle. Sa formation académique faisant de lui plutôt un littéraire, « sa nomination à la tête du Conseil constitutionnel avait été accueillie par les plus aimables comme un pis-aller ».
Sous sa présidence, le Conseil constitutionnel rend, le 16 juillet 1971, une décision relative à la liberté d'association. Cette décision est qualifiée d’historique car faisant naître un bloc de constitutionnalité et élargissant ainsi le périmètre de contrôle du Conseil. L’intervention de Gaston Palewski en faveur de l’inconstitutionnalité de la loi examinée et en fin de discussion, avait été décisive. Pour le président du Conseil constitutionnel, il était impensable de se dresser contre les idées constitutionnelles du général de Gaulle, qu’il considérait comme « l’auteur » de la Constitution. Il avait analysé le décès de ce dernier comme un moment déterminant permettant de procéder à un contrôle étendu de la constitutionnalité des lois. Plusieurs témoignages suggèrent également que « le ressentiment violent » que Gaston Palewski nourrissait contre le Président de la République, Georges Pompidou, a conduit celui-ci à vouloir « ravaler » et sanctionner l’Exécutif. Par ailleurs, « l’Histoire révéla par la suite la connivence des deux présidents du Sénat et leur propension à intégrer le Conseil constitutionnel aux rouages du calcul politique ».

### Fin de carrière
Le 24 avril 1968, en tant qu'amateur d'art, collectionneur averti, animateur de la restauration de Florence, vice-président du conseil artistique des Musées nationaux et président du Comité français pour la sauvegarde de Venise, il est élu membre libre de l'Institut, de l'Académie des Beaux-Arts, au fauteuil de Jacques Jaujard. En 1975, il est candidat malheureux à l'Académie française.
À partir de 1971, déjà vice-président de l’Institut Charles-de-Gaulle depuis sa fondation, il en devient président, succédant à André Malraux qui en fut le premier président.
En 1974, il est administrateur de la société CIT-Alcatel, il est également directeur puis président d'honneur de la Revue des deux Mondes et de Connaissance des arts. En 1978 il siège au jury du Grand Prix national des Arts ; en avril 1983 il est membre fondateur de l'Association française d'échanges et de liaisons.
Il aménage un musée dans les communs de la splendide demeure de sa femme, le château du Marais, dans l'Essonne. En 1983-1984, le château fait l'objet d'une procédure de redressement par les services fiscaux. La valeur imposable du bien, monument historique, a été en effet considérablement minorée dans la déclaration d'impôt sur les grandes fortunes (IGF). Gaston Palewski intervient alors auprès du président François Mitterrand et obtient que ce type de bien soit à l'avenir exonéré d'IGF[réf. nécessaire].

## Vie privée

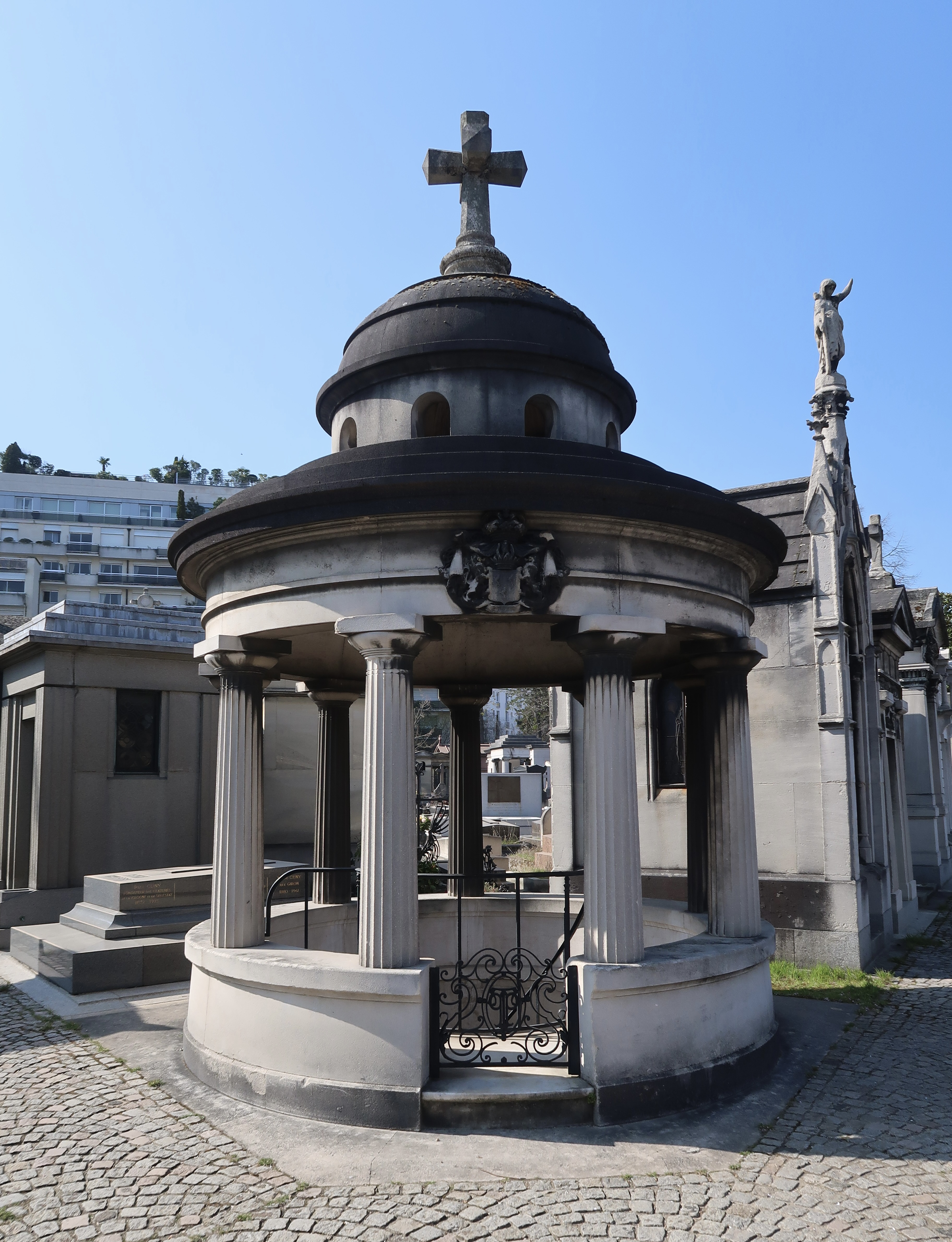
Crypte funéraire des Talleyrand-Périgord où il est inhumé.

De 1945 à la fin des années 1960, il avait été l'amant de la romancière anglaise Nancy Mitford (1904-1973) qui, pour se rapprocher de lui, s'était installée 7, rue Monsieur, à Paris, puis en 1969 à Versailles. Il avait refusé de l'épouser, « sous prétexte qu'une femme divorcée entacherait sa réputation ». Il l'abandonna pour épouser, en mars 1969, le jour de son soixante-huitième anniversaire, son autre maîtresse Helen-Violette de Talleyrand-Périgord (1915-2003), fille d'Hélie, duc de Talleyrand et prince de Sagan (1859-1937), et de la princesse, née Anna Gould (1875-1961), après que celle-ci eut divorcé de son époux, le comte James de Pourtalès.
Le 3 septembre 1984, il meurt des suites d'un malaise cardiaque au château du Marais.
Il repose au cimetière de Passy dans la crypte funéraire de la famille de sa femme.

## Ouvrages
- L’Europe dans ses rapports avec l'ONU et les autres organismes internationaux, Nancy 1952
- L’Atome, notre destin, Paris 1955
- Hier et aujourd'hui : 1974, Paris 1975.
- Le Miroir de Talleyrand (1976)
- Mémoires d'action 1924-1974, présenté par Éric Roussel Paris, Plon, 1988

## Décorations
- Grand-croix de la Légion d'honneur
- Compagnon de la Libération (17 janvier 1946)
- Croix de guerre 1939-1945 2 citations
- Croix du combattant volontaire de la guerre de 1939-1945
- Médaille coloniale avec agrafe « Éthiopie »
- Grand-croix de l'ordre de la Couronne
- Croix de guerre
- Ordre du Mérite militaire chérifien
- Grand-croix de l’Étoile d’Éthiopie
- Chevalier grand-croix de l'ordre du Mérite‎

## Distinctions
- Grande médaille d'argent de l'Aéro-Club de France en 1931